# Rajko Šugman
Rajko Šugman, slovenski športni pedagog in organizator športa, * 29. marec 1935, Gorišnica pri Ptuju.
Je redni profesor na Fakulteti za šport v pokoju in zaslužni profesor Univerze v Ljubljani. Je brat dramskega igralca Zlatka Šugmana.

## Šolanje
Po maturi na Učiteljišču v Mariboru (1954) in končani Visoki šoli za telesno kulturo v Ljubljani je nadaljeval študij na Pravni fakulteti v Ljubljani (nedokončani študij); doktoriral je na Fakulteti za telesno kulturo v Zagrebu. Izpopolnjeval se je na Inštitutu za telesno kulturo v Moskvi in Leningradu (danes Sankt Peterburg), na Fakulteti za telesno vzgojo in šport Karlove Univerze v Pragi, na Dunaju (Knafljeva štipendija) in v Združenem kraljestvu (štipendija British Council).

## Zaposlitev
Zaposlen je bil na Obrtno izobraževalnem centru kovinskih in elektro-tehničnih strok, Okrajni zvezi za telesno kulturo, Šolskem centru za telesno vzgojo, Republiškem sekretariata za prosveto in kulturo (kot pomočnik), Telesnokulturni skupnosti Slovenije in od 1978 dalje na Fakulteti za šport, kjer je bil habilitiran za področje Organizacije-menedžmenta športa (kasneje kineziologije v športu).

## Funkcije v slovenskem športu
Bil je podpredsednik Okrajne zveze za telesno kulturo Ljubljana, predsednik Gimnastične zveze Slovenije, predsednik IO TKS Slovenije, predsednik Skupnosti jugoslovanskih fakultet za telesno kulturo, član Komiteja ICSSPE »Šport in prosti čas«, član Komiteja za raziskovalno delo (CDSR) pri Komiteju za razvoj športa Sveta Evrope v Strasbourgu, član predsedstva ZTKO Slovenije in Jugoslavije, predsednik Športne zveze Slovenije, član InO za ustanovitev Olimpijskega komiteja Slovenije in Slovenske olimpijske akademije ter slednje osem let njen direktor, dekan Fakultete za šport in prorektor Univerze v Ljubljani.

## Sodelovanje z domačimi in tujimi institucijami
Sodeloval je s Centrom za proučevanje sodelovanja dežel v razvoju, s Fakulteto za družbene vede (prej FSPN), filozofsko, ekonomsko, upravno in biotehnično v Ljubljani, Ekonomsko-poslovno v Mariboru in Fakulteto za komercialne in poslovne vede v Celju, z Gea Collegom, Studijem 3S (obe v Ljubljani), s Fakulteto za telesno vzgojo in šport Karlove Univerze v Pragi, s Fakulteto za telesno kulturo v Zagrebu in Fakulteto za telesno kulturo v Skopju, Visoko športno šolo v Kölnu, Nacionalno športno akademijo v Sofiji in drugimi.

## Knjige in članki
Izdal je  24 strokovnih, literarnih in poljudnih del ter 16 učbenikov in 31 raziskav; objavljenih ima 40  referatov na konferencah v tujini in doma ter 202 znanstvenih in strokovnih člankov ter 108 strokovno poljudnih in drugih  prispevkov; izdal je 40 strokovnih gradiv in izdelal 89 recenzij; v Cobissu ima 530 zavedenih bibliografskih enot. Predaval je na mnogih fakultetah v Sloveniji in izven nje ter sodeloval na 62 (predvsem) mednarodnih znanstvenih kongresih, simpozijih in posvetovanjih. Uredil je 34 publikacij in bil od 1986 do 1999 glavni in odgovorni urednik Revije Šport. V zadnjem obdobju se je predvsem posvetil publicistični dejavnosti, povezanosti športa z gospodarstvom in odnosom med športom in kulturo v najširšem pomenu besede.

### Najpomembnejša dela
- SPORTS. Same  aspects of past and future south-south cooperation in the field of sport (1987, skupaj s K. Petrovičem in D.  Stajkovićem);
- Mednarodno sodelovanje v športu (izhodišča, vsebina, organiziranost -1992);
- The conditions and relationships between governmental and non – governmental Sports organizations in the European States (1993, skupaj z M. Žvanom in I. E. Bergantom);
- Športna prireditev (1995),  ISBN 961-6016-12-1;
- Josip Primožič -Tošo (1996, skupaj z M. Rožmanom);
- Od Aten do Atlante. 100 let olimpijskih  iger. 100  vprašanj  - 100 odgovorov (1996 - skupaj z drugimi avtorji);
- Zgodovina svetovnega in slovenskega športa (1997), ISBN 961-6016-29-6;
- Organiziranost športa doma in v svetu  (1998), ISBN 961-6016-41-5;
- Slovenski šport v mednarodnem prostoru po letu 1991 (1998);
- Prelomno obdobje slovenskega športa 1988-1994 (1999), ISBN  961-6016-60-1 2;
- Moj brat - njegovo življenje in ustvarjalnost (2002), ISBN 961-6152-14-9;
- Tišina vročine (2005), ISBN 961-236-591-1;
- Hura, igrajmo se v prostem času. Dediščina tradicionalnih ljudskih iger-sodobni šport (2005), ISBN 961-6548-00-X; ISBN 961-6016-39-3;
- Drago Ulaga (2006), ISBN 86-11-17728-2;
- Kuki - Evgen Bergant (2008), 978-961-01-0387-5);
- Športni špasi (1995);
- Šaljive športne prigode. Kapljica smeha iz zakladnice slovenskega športa (2010), ISBN 978-961-6181-69-3;
- Branko Elsner – Brane (2011). ISBN 978-961-6181-75-4;
- »Kristo, Kristo, Kristo…« Življenje, športna ustvarjalnost in delo univ. dipl. ing. Borisa Kristančiča (2013). ISBN 978-961-269-993-6;
- Olimpizem (2013). ISBN 978-961-6476-07-2,
- Na krilih  atletike (skupaj z M. Račičem). 2013. ISBN 978-961-93570-0-2 .

## Nagrade in priznanja
Za svoje znanstveno, strokovno in organizacijsko delo je prejel mnogo priznanj. Najpomembnejša so:
- Bloudkova nagrada (1985);
- Zlata plaketa s svečano listino Univerze v Ljubljani (1988);
- Zlata plaketa Športne zveze Slovenije (1996);
- Najvišje priznanje Mednarodnega olimpijskega komiteja STATUO IOC za šport in izobraževanje za leto 1999;
- Zlati medaljon - najvišje priznanje Fakultete za šport (2001);
- Zlata plaketa Olimpijskega komiteja Slovenije-Združenja športnih zvez (2001);
- Častni znak svobode Republike Slovenije (2001);
- Zaslužni profesor Univerze v Ljubljani (2005);
- Nagrada glavnega mesta Ljubljana (2010);
- Častna listina Olimpijskega komiteja Slovenije – Združenja športnih zvez (2012)

Ima tudi zlati znački ZŠD Branik Maribor in AŠZ Olimpija Ljubljana.